# Sansara
Sansara is een geslacht van vlinders uit de familie van de Houtboorders (Cossidae). De wetenschappelijke naam is voor het eerst gepubliceerd in 2004 door Roman Viktorovitsj Jakovlev.
De soorten van dit geslacht komen voor in het Oriëntaals gebied.

## Soorten
- Sansara dea (Yakovlev, 2006)
- Sansara hreblayi Yakovlev, 2004
- Sansara naumanni Yakovlev, 2004
- Sansara pallidalae (Hampson, 1892)